# Відкритий чемпіонат Австралії з тенісу 1982
Відкритий чемпіонат Австралії з тенісу 1982 — тенісний турнір, що проходив між 29 листопада та 13 грудня 1982 року на кортах стадіону Куйонг у Мельбурні, Австралія. Це був 71-ий чемпіонат Австралії з тенісу і четвертий турнір Великого шолома в 1982 році. 

## Огляд подій та досягнень
У чоловіків Йохан Крік захистив свій титул. Це була для нього остання перемога в турнірах Великого шолома. 
У жінок Кріс Еверт здолала в фіналі минулорічну чемпіонку. Це була її перша перемога в Австралії, і вона завершила великий шолом за кар'єру. Загальне число її перемог у мейджорах досягло чотирнадцяти.

## Результати фінальних матчів

### Дорослі
| Одиночний розряд. Чоловіки       |                        |               |
| Йохан Крік                       | Стів Дентон            | 6–3, 6–3, 6–2 |
|                                  |                        |               |
| Одиночний розряд. Жінки          |                        |               |
| Кріс Еверт                       | Мартіна Навратілова    | 6–3, 2–6, 6–3 |
|                                  |                        |               |
| Парний розряд. Чоловіки          |                        |               |
| Джон Александер Джон Фіцджеральд | Енді Ендрюс Джон Седрі | 6–4, 7–6      |
|                                  |                        |               |
| Парний розряд. Жінки             |                        |               |
| Мартіна Навратілова Пем Шрайвер  | Клаудія Коде Ева Пфафф | 6–4, 6–2      |
|                                  |                        |               |
| Мікст                            |                        |               |
| Змагання не проводились          |                        |               |
|                                  |                        |               |

### Юніори
| Одиночний розряд. Хлопці  |                |          |  |
| Марк Кратцманн            | Саймон Юл      | 6–3, 7–5 |  |
|                           |                |          |  |
| Одиночний розряд. Дівчата |                |          |  |
| Аманда Браун              | Паскаль Параді | 6–3, 6–4 |  |
|                           |                |          |  |